# Poecilocalyx schumannii
Poecilocalyx schumannii är en måreväxtart som beskrevs av Cornelis Eliza Bertus Bremekamp. Poecilocalyx schumannii ingår i släktet Poecilocalyx och familjen måreväxter. Inga underarter finns listade i Catalogue of Life.